# 列寧格勒島
70°08′S 12°50′E / 70.133°S 12.833°E
列寧格勒島是南極洲的島嶼，位於拉扎列夫冰架以西的列寧格勒灣，最高點海拔高度100米，在1961年由蘇聯極地探險隊繪入地圖。